# Troy Butler
Troy Steve Butler (ur. 22 września 1967 w Melbourne) – australijski żużlowiec.

## Życiorys
Wielokrotny finalista indywidualnych mistrzostw Australii oraz mistrzostw Australii par klubowych, w tym trzykrotny medalista: indywidualnie złoty (Ayr 1986) oraz dwukrotnie srebrny w parach (1986, 1992). 
Finalista indywidualnych mistrzostw świata juniorów (Slaný 1988 – IX miejsce). Finalista indywidualnych mistrzostw świata (Monachium 1989 – XII miejsce). 
W lidze polskiej startował w sezonie 1992, w barwach klubu Victoria Rolnicki Machowa. W lidze brytyjskiej reprezentant klubów z Oksfordu (1985, 1987, 1989–1990, 1992), Milton Keynes (1987–1988, 1991), Swindon (1988) oraz Ipswich (1988).